# Chirothecia euchira
Chirothecia euchira là một loài nhện trong họ Salticidae.
Loài này thuộc chi Chirothecia. Chirothecia euchira được Eugène Simon miêu tả năm 1901.